# 比热地区沃
比热地区沃（法語：Vaux-en-Bugey，法語發音：[vo ɑ̃ byʒɛ] ⓘ）是法国东部安省的一个市镇，属于贝莱区。

## 地理
比热地区沃（45°55'41"N, 5°21'13"E）面积8.22 平方千米，位于法国奥弗涅-罗讷-阿尔卑斯大区安省，该省份为法国东部省份，北起汝拉省，西北接索恩-卢瓦尔省，西接罗讷省和里昂大都会，南至伊泽尔省，东与萨瓦省、上萨瓦省和瑞士接壤。
与比热地区沃接壤的市镇（或旧市镇、城区）包括：昂比特里克斯、贝唐、拉尼约、莱芒、比热地区圣索尔兰、苏克兰、托尔雪。

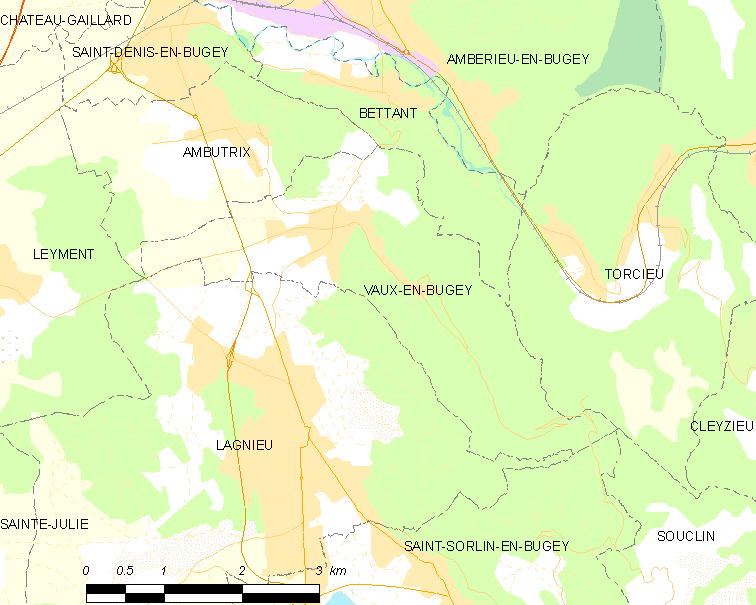
比热地区沃的OSM定位图

比热地区沃的时区为UTC+01:00、UTC+02:00（夏令时）。

## 行政
比热地区沃的邮政编码为01150，INSEE市镇编码为01431。

## 政治
比热地区沃所属的省级选区为昂贝略昂比热县。

## 人口

1962-2008年间比热地区沃人口变化图示

比热地区沃于2022年1月1日时的人口数量为1218人。

## 友好城市
- 義大利雷达瓦莱